# Présidence danoise du Conseil de l'Union européenne en 2012
Présidence polonaise du Conseil de l'Union européenne en 2011 Présidence chypriote du Conseil de l'Union européenne en 2012
La présidence danoise du Conseil de l'Union européenne en 2012 désigne la septième présidence du Conseil de l'Union européenne effectuée par le Danemark depuis son entrée dans l'Union européenne en 1973.  Elle fait suite à la présidence polonaise de 2011 et précède celle de la présidence chypriote du Conseil de l'Union européenne à partir du 1er juillet 2012.
La devise de la présidence est : « l'Europe au travail ». De fait, la présidence danoise s'est confronté à la crise de la dette dans la zone euro.
Les membres du cabinet d'Helle Thorning-Schmidt ont présidé les différentes formations du Conseil de l'Union. Helle Thorning-Schmidt, quant à elle, ne préside pas le Conseil européen. En effet, depuis le 1er décembre 2009, le président du Conseil européen est élu pour deux ans et demi. Lors du Conseil européen de mars 2012, Herman Van Rompuy a été reconduit pour un mandat de deux ans et demi au poste de président du Conseil européen.

## Contexte
La présidence danoise du Conseil de l'Union intervient dans un contexte marqué par la crise de la dette dans les États de la zone euro et par la polémique provoquée par le précédent gouvernement concernant les contrôles douaniers.
En effet, en juillet 2011, le Danemark avait renforcé ses contrôles douaniers au motif que cette mesure était  destinée à lutter contre l'immigration illégale et la criminalité organisée. La Commissaire aux Affaires intérieures Cecilia Malmström écrivit sur son blog en mai 2011 que la mesure danoise pourrait être une violation  du droit de l'Union européenne. En juillet 2011, elle déclara : « Nous sommes en train d'évaluer toutes les informations fournies par le Danemark au sujet de leurs plans visant à renforcer les contrôles douaniers aux frontières. Mais la décision finale, qui déterminera si les normes danoises sont en accord avec le droit communautaire, dépendra aussi de la façon dont elles sont mises en pratique. C'est pourquoi, en accord avec les autorités danoises, j'ai décidé aujourd'hui d'envoyer des experts de la Commission au Danemark demain [sic] afin d'évaluer la manière dont les mesures ont été mises en œuvre ». Plus tard au mois de juillet 2011, Cecilia Malmström a exprimé sa préoccupation sur le fait que la mission des experts n'a pas donné les précisions recherchées.
Finalement, en octobre 2011, le gouvernement d'Helle Thorning-Schmidt (élu le 15 septembre 2011) abolit les mesures de son prédécesseurs, Lars Løkke Rasmussen, en matière de contrôle frontalier et réintroduisit les procédures Schengen normales.

## Programme

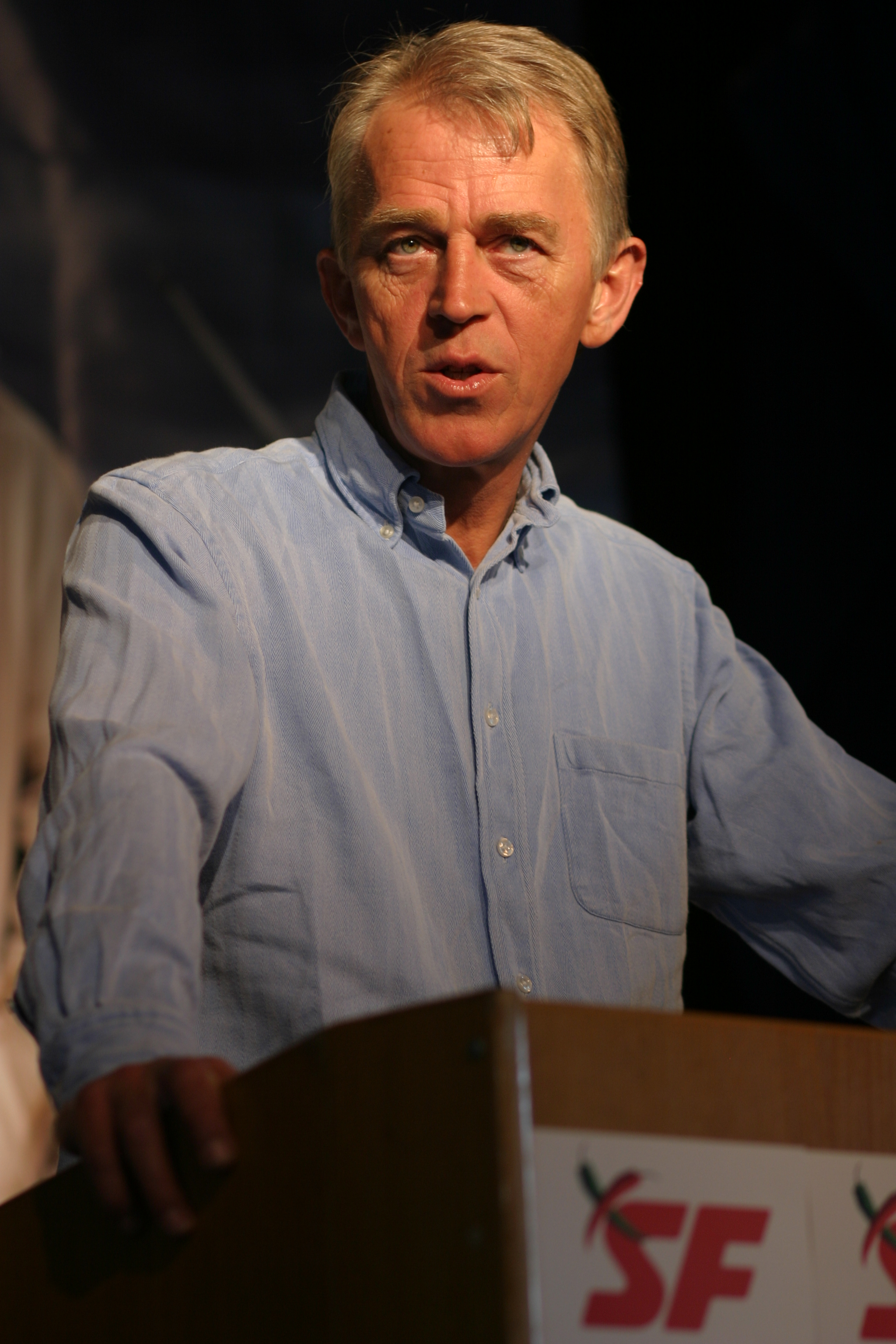
Villy Søvndal, président du Conseil de l'Union au 1er semestre 2012.

Le programme de la présidence danoise du Conseil l'UE a été officiellement présenté le 6 janvier 2012 lors d'une conférence de presse à Copenhague.
La présidence avait pour objectif de renforcer la coopération avec d'autres États membres et les institutions de l'UE. Son but était d'empêcher la fragmentation de l'Europe, en particulier face à la crise de la dette.

### «Une Europe responsable»
Le Danemark envisage d’œuvrer dans le sens d'une économie européenne responsable laquelle comporterait une réglementation stricte concernant les marchés financiers et la supervision financière. La présidence souhaite aussi un renforcement du cadre financier pluriannuel 2014-2020.
Le Danemark a mis l'accent sur la mise en œuvre des règles déjà adoptées pour améliorer la gouvernance économique tel que le « six-pack ».

### «Une Europe dynamique»
Pour les 20 ans du marché commun européen, le Danemark souhaite profiter de sa présidence de l'UE pour promouvoir la croissance et le développement durable, l'emploi, améliorer la compétitivité et réaliser des progrès dans les négociations de l'OMC du cycle de Doha.

### «Une Europe verte»
Le programme de la présidence danoise vise aussi à donner une nouvelle impulsion aux politiques énergétique et climatique de l'Union ainsi qu'à préparer la Conférence des Nations unies sur le développement durable (Rio +20).
En effet, selon la présidence danoise, les mesures visant à la mise en place d'une économie verte seront génératrices de croissance et d'emplois qui permettront de mettre un terme à la crise économique tout en réduisant les émissions de gaz à effet de serre d'ici à 2050.

### «Une Europe sûre»
Cette priorité devait inclure, entre autres choses, l'amélioration de l'efficacité de l'espace Schengen et le développement du SEAE afin qu'il devienne un acteur solide et efficace.

## Bilan
Du fait de la crise de la dette, le Danemark a dû se focaliser principalement sur les sujets économico-financiers et moins sur ses autres projets initiaux (croissance verte, efficacité énergétique, etc.).
La présidence est marquée par la conclusion de la première phase du semestre européen qui est le cadre de la gouvernance économique de l'Union européenne. La présidence a aussi travaillé pour une amélioration de la régulation et de la supervision financière afin d'assainir les banques et prévenir de nouvelles crises.

## Identité visuelle
Le logo de la présidence danoise de 2012 représente une transition entre l'année 2011 et 2012 avec la fin du chiffre 1 et le début du 2 qui sont représentés. Cette transition veut montrer que la coopération européenne évolue sans cesse. La présence du rouge et du blanc rappelle les couleurs du Danemark, celles de son drapeau.